# Диблер
Диблер или прошарани торбарски миш (Parantechinus apicalis) је врста сисара торбара из реда Dasyuromorphia и породице Dasyuridae.

## Распрострањење
Аустралија је једино познато природно станиште врсте.

## Станиште
Диблер има станиште на копну.

## Угроженост
Ова врста се сматра угроженом.

### Популациони тренд
Популација ове врсте се смањује, судећи по расположивим подацима.